# NGC 5618
NGC 5618 ist eine 13,5 mag helle Balkenspiralgalaxie vom Hubble-Typ SBc im Sternbild Jungfrau und etwa 317 Millionen Lichtjahre von der Milchstraße entfernt.
Sie wurde am 23. März 1789 von Wilhelm Herschel mit einem 18,7-Zoll-Spiegelteleskop entdeckt,  der sie dabei mit „eF, S“ beschrieb.